# Poussières d'Amérique
Poussières d'Amérique est un documentaire français réalisé par Arnaud des Pallières, sorti en 2011.

## Synopsis
Une histoire subjective de l'Amérique évoquée à partir d'images d'archives privées librement recomposées.

## Fiche technique
- Titre : Poussières d'Amérique
- Réalisation : Arnaud des Pallières
- Son : Jean Mallet
- Musique : Martin Wheeler
- Montage : Arnaud des Pallières
- Production : Les Films Hatari - Le Fresnoy - Studio National des Arts Contemporains
- Durée :  100 minutes
- Date de sortie : 
  -  France : 6 juillet 2011

## Sélections
- 2011 : Festival international de cinéma de Marseille (présentation en avant-première mondiale)